# Гревенмахер (окръг)
Гревенмахер е един от 3-те окръга на Люксембург. Населението му е 57 201 жители (2007 г.), а площта 524,78 кв. км. Разделен е на 3 кантона. Административен център е Гревенмахер. Доходът на глава от населението в окръга е $57 800 годишно.